# Pío Laghi
Pio Laghi, (Castiglione di Forlì, 21 mei 1922 - Rome, 11 januari 2009) was een Italiaans kardinaal, apostolisch nuntius en prefect van de Congregatie voor de Katholieke Opvoeding.

## Biografie
Hij werd in 1946 tot priester gewijd en behaalde doctoraten in de theologie en in het canoniek recht aan de Pauselijke Lateraanse Universiteit. Hij komt op het staatssecretariaat van de Romeinse Curie in 1952 en is tot 1955 secretaris op de nunciatuur van Nicaragua. In 1965 wordt hij gepromoveerd tot huisprelaat van de paus. In 1969 wordt hij benoemd tot apostolisch delegaat van Palestina en van Jeruzalem en wordt bisschop "in partibus" van Mauriana. Van 1974 tot 1980 was Laghi apostolisch nuntius in Argentinië, tijdens de dictatuur van generaal Videla. In 1980 wordt hij door paus Johannes Paulus II benoemd tot apostolisch delegaat en later tot pro-nuntius in de Verenigde Staten, waar hij het episcopaat hervormt met bisschoppen die trouw zijn aan de lijn van paus Johannes Paulus II, onder wie Bernard Law en John Joseph O'Connor.
In de jaren 1980, onderhoudt hij contacten met de Amerikaanse president Ronald Reagan en draagt hij bij tot de betrekkingen tussen de Heilige Stoel en de Verenigde Staten. In 2003 deelt hij president George W. Bush de ongunstige houding van de kerk mee ten aanzien van de invasie in Irak. In 1990 wordt hij benoemd tot pro-prefect van de Congregatie voor de Katholieke Opvoeding. Het jaar nadien wordt hij prefect.

### Kardinaal
Hij werd kardinaal, met de titel van kardinaal-diaken van Santa Maria Ausiliatrice in Via Tuscolana in het consistorie van 29 juni 1991, ondanks beschuldigingen over zijn activiteiten tijdens de vuile oorlog. Volgens de "Nationale Commissie voor de verdwijning van personen" (CONADEP) van 1983, was hij namelijk betrokken geweest bij de dictatuur in Argentinië.
Van 1999 tot 2002 was hij kardinaal-protodiaken. Nadien werd hij kardinaal-priester van Sint-Pieters-Banden. In 1994 verscheen er een artikel in Time, dat Laghi papabile noemde. Hij was echter te oud toen paus Johannes Paulus II overleed in 2005. Sinds 2002 was hij niet langer stemgerechtigd bij een conclaaf, omdat hij de leeftijdsgrens van 80 jaar had bereikt.